# الأحد (تعز)
الأحد هي إحدى قرى الجمهورية اليمنية. وهي تتبع جغرافيًا لمحافظة تعز. وإداريًا لمديرية شرعب الرونة. يبلغ تعداد سكانها 4369 نسمة حسب الإحصاء الذي أجري عام 2004.